# Övesállatok

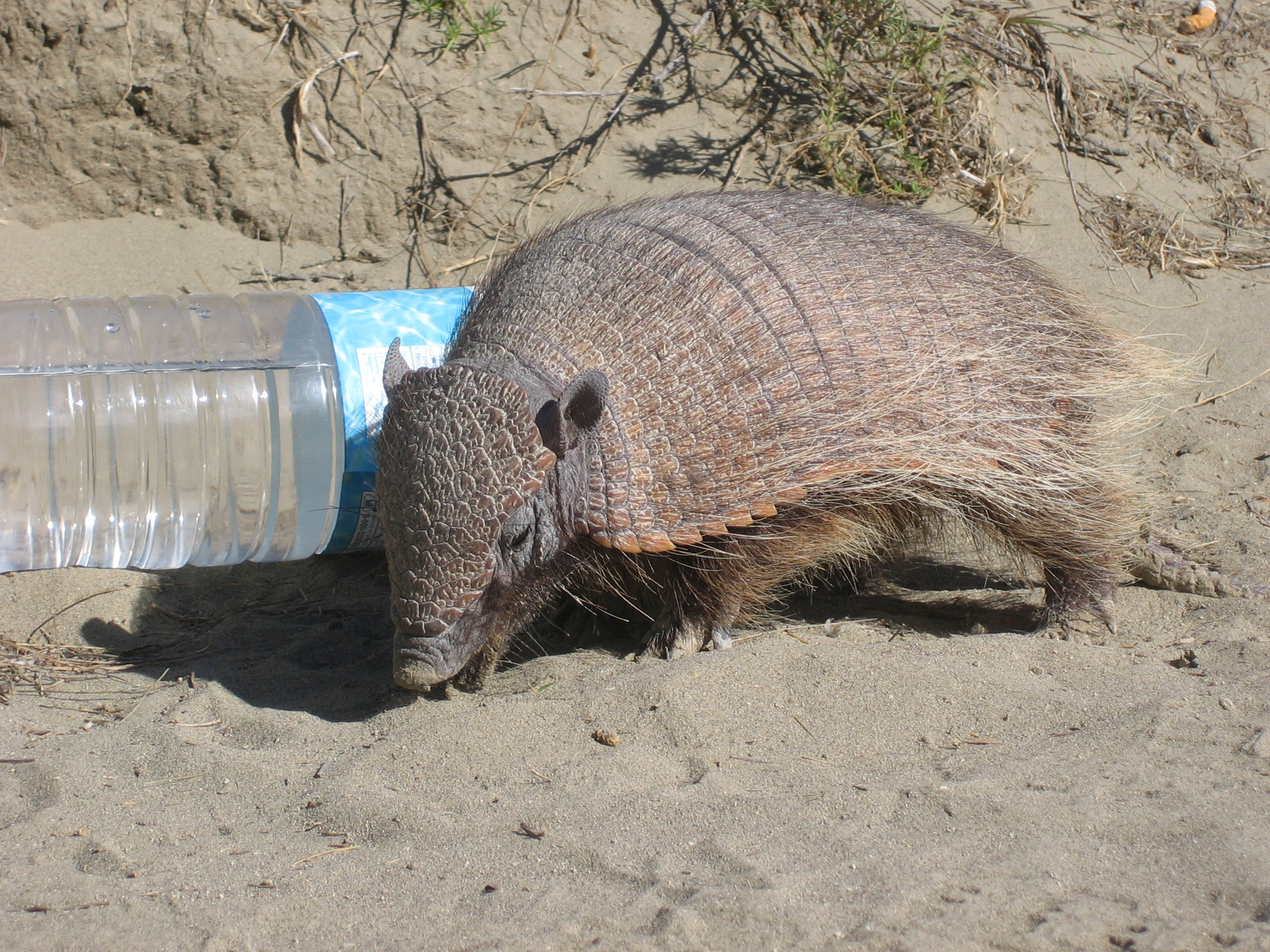
Törpe tatu (Zaedyus pichiy)

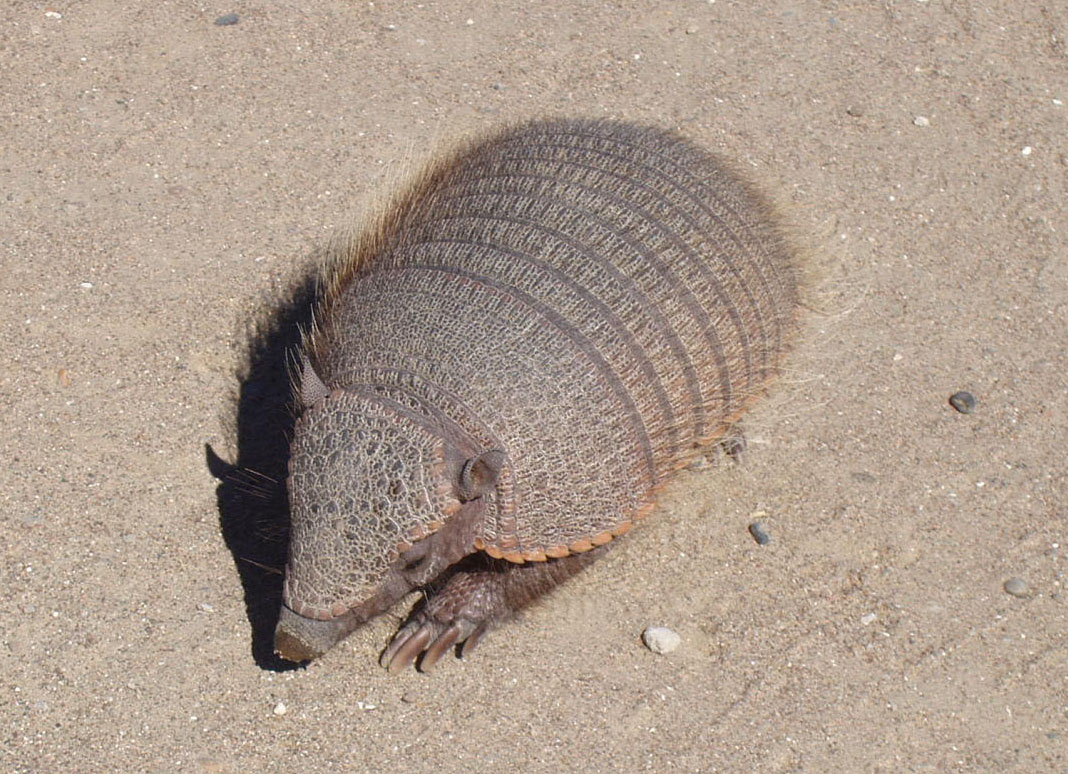
Sörtés armadilló (Chaetophractus villosus)

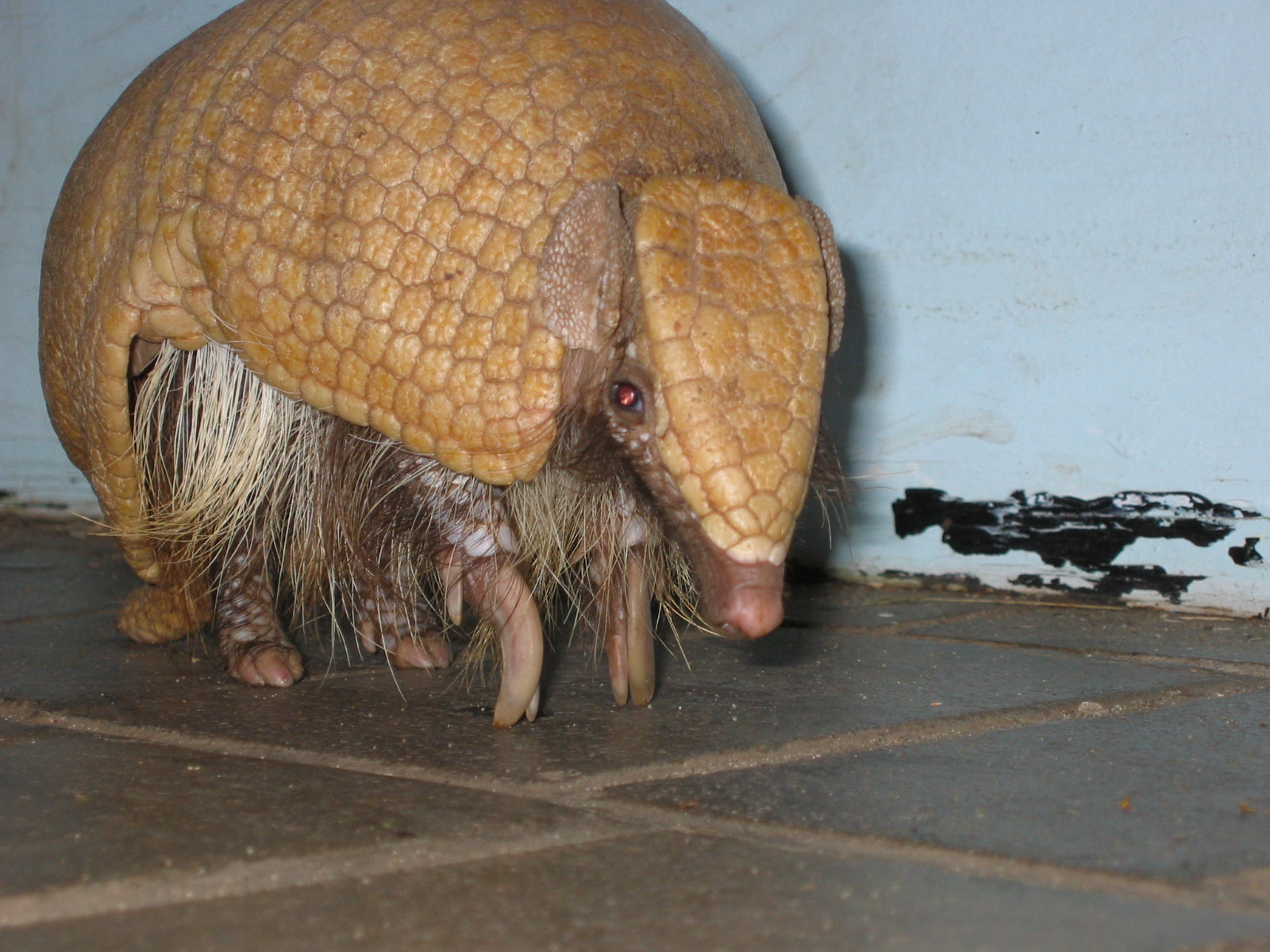
Háromöves tatu (Tolypeutes tricinctus)

Az övesállatok vagy más néven tatuk a vendégízületesek (Xenarthra) öregrendjébe tartozó emlősök egyik családja. (Ebben a rendszerezésben a páncélosok rendjébe tartoznak. A család kilenc nemet és huszonegy recens fajt számlál, ezek legkisebbike 85 grammos, legnagyobbika 54 kg-os. Fajai Észak- és Dél-Amerikában élnek Kanada kivételével.
A tatuk háta páncéllal fedett, melyet középen mozgatható övekbe rendezett, máshol mozgathatatlan csonttáblácskák alkotnak. Az övek száma fajra jellemző tulajdonság. Ha veszélyt éreznek, összegömbölyödnek, áthatolhatatlan bőrcsont-páncélt mutatva a támadónak.
Nappal föld alatti üregekben tartózkodnak, éjjel keresnek táplálékot, mely elsősorban hangyákból és termeszekből áll, de nem vetik meg a döghúst és a gyümölcsöt sem. A hangyákkal táplálkozó állatokra jellemző lapos fejformájuk, hosszú alsó állkapcsuk és hosszú nyelvük van. Szemfoga egyik fajnak sincs, sok fajnál a metszőfogak is hiányoznak.

## Rendszerezés
A családba 3 alcsalád, 9 nem és 21 faj tartozik:
- Dasypodinae – 1 nem és 7 faj
- Euphractinae – 5 nem és 7 faj
- Tolypeutinae – 3 nem és 7 faj